# 最终幻想VII
《最终幻想VII》（香港和台湾旧译，由於媒體雜誌都用此名報導，因此亦有玩家通稱此作為「太七」）是史克威爾（現史克威爾艾尼克斯）于1997年在索尼PlayStation平台發行的電子角色扮演游戏，為最终幻想系列第七部本传，本作亦有多個平台的移植版本。游戏是系列首款使用3D運算的作品，其使用即時運算角色和预先渲染的背景。主人公克劳德·史特莱夫最初以雇佣兵身份加入生态恐怖主义组织「雪崩」，企圖以武力阻止持有能源專利的特大企业「神罗」为汲取資源而耗盡星球生命。随着情节推进，克劳德和伙伴被卷入另一场更加具威胁性的冲突，起而對抗世上著名的英雄——賽菲羅斯。
《最终幻想VII》在1994年展開製作。最初计划发行于超级任天堂平台，后改至任天堂64。但任天堂64的卡带媒介未能提供作品3D化所需之储存容量，故史克威尔决定轉戰使用CD-ROM的PlayStation平台发行本作。《最终幻想VII》由北濑佳范担任总监，野岛一成和北濑佳范编剧，坂口博信為制作人，音乐由長期為系列譜曲的植松伸夫創作。而因應作品3D化的需要，天野喜孝的畫風相對較難執行，故天野长期担任的角色设计一职由野村哲也接任。史克威尔對本作的製作費用則達到4000萬美金，另有4000萬美金行銷費用。
《最终幻想VII》在商业上获得巨大成功，於首發的PlayStation平台上全球累計銷量就突破1000万套，是《最终幻想系列》中最畅销的作品，在全球玩家間具高知名度。PS版推出後1998年在Microsoft Windows上发行PC版，2009年在PlayStation Network上发行，2012年通过官方網站下载、2013年通过Steam发行支持當前系統的新PC版，由該PC版移植而来的PlayStation 4版与iOS版则于2015年发行，Android版本在2016年发行，任天堂Switch版本于2019年发行。
一般認為，本作對日式角色扮演游戏（JRPG）在日本境外的普及頗有貢獻，為同類型遊戲在歐美市場拓展了大量受眾。因作品受到欢迎，史克威尔艾尼克斯以「最终幻想VII补完计划」为题，在不同平台制作了一系列前后传，其中包含一部后传电影《最终幻想VII 降临之子》，由野村哲也导演、野岛一成编剧、北濑佳范制作，其中片段于2004年在第61届威尼斯电影节首映。
2015年E3索尼展前发布会上史克威尔艾尼克斯發表将開發本作的重製版，預計在PlayStation 4平台发行。2020年4月10日，《最终幻想VII 重制版》首作在PlayStation 4平台发售，内容为原版游戏中魔晄都市米德加的部分，並以此為基礎做了大量扩充。整个重制計劃将分拆為數部作品进行发售。重制版游戏的总监、制作人、编剧、音乐等均为原班人馬。

## 游戏玩法
如同最终幻想系列前作，《最终幻想VII》主要有三个主界面，即世界地图、场景地图和战斗画面。世界地图为3D模型，以俯视视角显示游戏的架空世界，玩家通过穿行世界地图到达各個地点。如同系列傳統，玩家可通過多種方式，如步行、骑陆行鸟、驾驶飞空艇或航海探索世界地图。此外游戏还使用了新交通工具——巴吉汽车。
在场景地图中，玩家直接操作角色移动，描绘城镇、森林等场所之背景为3D预渲染製成的2D图像，并呈真实比例。玩家最初只能在城市「米德加」中活动，随着游戏推进可以在整个世界遊覽。虽然游戏情节多通过玩家操縱來发展，但也使用了許多预製的3D動畫為过场。

### 战斗系统
战斗画面背景为3D即時運算的场景，如建筑内部或是旷野，玩家给角色下指令和敌人作战。虽然地图上的角色造型为超级变形（Q版），但战斗画面中的角色使用更写实的正常比例。和系列一貫使用的2D子图形不同，《最终幻想VII》是系列首款纯粹由3D建模(多边形渲染)人物造型的游戏。本作使用系列传统的即时战斗（ATB）系统，该系统首创自《最终幻想IV》。和前作四名玩家角色同时参战不同，《最终幻想VII》每战至多仅允许三名角色参加。
《最终幻想VII》的技能系统围绕着魔晶石使用而建立，魔晶石是一种由星球生命能源浓缩而成的魔法珠，能嵌入裝備上的专用槽位，玩家可由此定制队伍能用的魔法、召唤術和特殊能力，而大多魔法系的模式会降低所装备角色的体能值。此外还有一类魔晶石能与其他魔晶石组合，一定程度上强化其效果或是带来其他能力。本作中的召唤术通过装备魔晶石习得，发动召唤攻击時会显示精美动画。《最终幻想VI》的必杀一击在《最终幻想VII》中改为“极限技”。各玩家角色都有一个自己的计量条，随着战斗中受到伤害而逐渐累積，当计量条充满后，角色就可以发动极限技。极限技多是能打出更高伤害的特殊攻击，但也有在战斗中治愈队伍的技巧。和魔晶石不同，每名角色各有一套固定的极限技，他们依照力量分为四个等级（除了只有两个等级角色凯特·西）。

## 概要

### 设定
较之于系列前五作，《最终幻想VI》的设定中出现了相当先进的技术，《最终幻想VII》在这方面同《最终幻想VI》类似。总体而言，游戏的技术与社会近似于工業時代或后工业时代科学幻想背景。《最终幻想VII》的世界在游戏中被称作“星球”，但其追溯名为“盖亚”，由三块主要大陆构成。东大陆坐落有工业大都市米德加，神罗电力公司——经营这个星球的事实性世界政府——的首都及总部所在地。东大陆的其他地点有珠诺（神罗主要军事基地）、兀鷹堡壘（一个堡壘，有个巨大秃鹰住在魔晄炉上）、陆行鸟牧场以及卡姆（灵感源自中世纪欧洲的小镇）。
西大陆有金碟游乐园（位於科雷尔监狱下方的遊樂園）、太阳海岸（海滨度假胜地）、贡加加（一个有毁灭魔晄炉残骸的的小镇）、尼福尔海姆（在尼福尔山下而建的镇子）、火箭村（神罗发射太空火箭失败的地点），以及星殞峽谷。星殞峽谷的聚落强调应当与自然和谐相处，并专心致力于星球的福祉。聚落设有一个天文台，是信奉“星命学”者的研究设施，星命学提倡尊重自然的生活方式，教育人们星球有自己的生命与能量。
五臺是汲取前现代日本和中国灵感的村子，位于西部大陆的大岛上。世界最北端是一块被大面积冰封的大陆，有化石村（挖掘场地）、冰雪旅馆（滑雪度假胜地）、神秘的“古代种之都”，以及游戏高潮发生地大空洞。一些水下地点只能乘潜水艇到达，比如沉没的神罗运输机。

### 角色

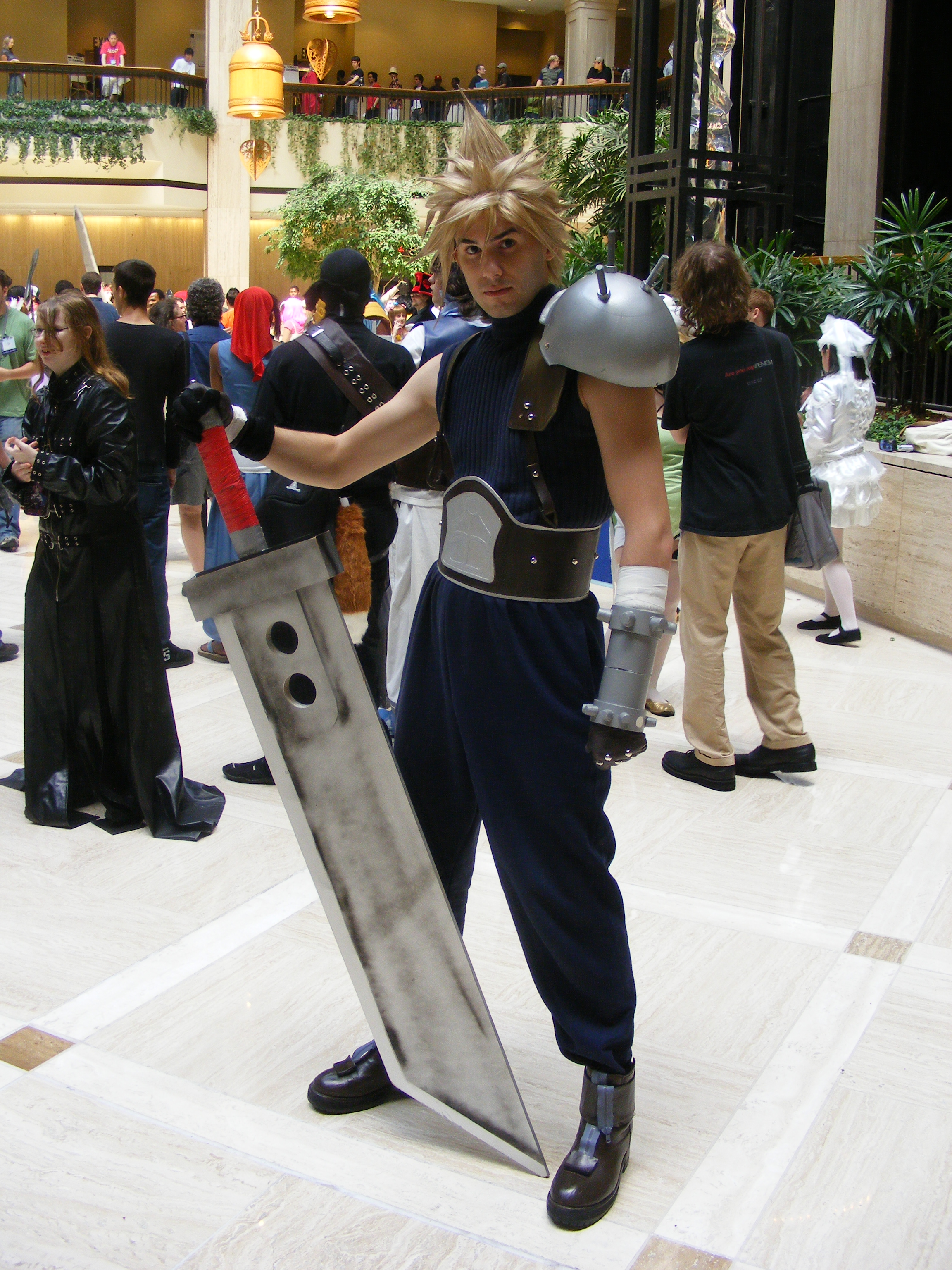
一位扮演克劳德·史特莱夫的Cosplayer。

《最终幻想VII》有9名主要玩家角色。克劳德·史特莱夫是不善交际的雇佣兵，他自称原神罗战士部队的1st級戰士；巴雷特·華勒斯是反神罗组织雪崩的首领；蒂法·洛克哈特是武术家，也是雪崩的成员，她还是克劳德同鄉的儿时伙伴；爱丽丝·盖恩斯巴勒是卖花女，也是世上唯一留存的古代种，她自小就被神罗特務機構塔克斯追讨；赤红XIII是具高度智慧的野獸，遭神罗科学家捕獲作為实验品；凯特·西是骑在莫古利玩偶上的机器猫算命師；希德·海温德是飞行员，梦想成为进入外太空的第一人，但未能实现；尤菲·如月是年轻的忍者且擅长偷盗；文森特·瓦伦泰是原神罗塔克斯组织的一员，在游戏开始的30年前被神羅當作实验體改造。賽菲羅斯是主角一行所面對的強敵，他原是具有英雄傳說的神罗战士，几年前被认为死亡但又再次現世。

### 情节
游戏以克劳德·史特莱夫被生態恐怖主義組織「雪崩」雇为佣兵，破坏「神羅公司」统治的城市「米德加」周围的魔晄炉开始。
「雪崩」首领巴雷特·華勒斯认为，魔晄在炉中反应会消耗星球的生命，因此神罗的魔晄炉会杀死星球。克劳德孩童时的伙伴蒂法也加入了组织。虽然雪崩第一个任务成功了，但在随后破坏第二个魔晄炉时中了埋伏，克劳德掉落到米德加贫民窟。他见到了在随雪崩完成首个任务后，曾遇见的卖花女爱丽丝。抓捕爱丽丝的塔克斯的出现，促使克劳德答应充当她的保镖，并从塔克斯的手中保卫了她。同时神罗得知雪崩藏身之处是第柒區貧民窟，并通过炸落第柒區貧民窟上方的圓盘来毁灭人口。此时塔克斯抓住了爱丽丝，并透漏她是可以聆听星球声音的濒灭古代种“赛特拉”的最后一人。神罗总裁和宝条博士确信，爱丽丝是找到神秘“應許之地”的关键，他们认为那里有着丰富的魔晄资源。余下的雪崩成员——克劳德、巴雷特和蒂法——为营救爱丽丝潜入神罗，途中他们遇到标有“杰诺瓦”的样本。队伍救出了爱丽丝，同时被宝条用作实验的老虎般智慧生物赤红XIII加入队伍，但他们在逃出神罗时被塔克斯抓获并拘留。翌日早上，他们发现牢房被打开，连同神罗总裁在内的大多数人都被杀死：罪犯似乎是萨菲罗斯，一名大家以为在几年前死去的传奇战士。一行还发现杰诺瓦标本失踪了，并推测这也是萨菲罗斯所为。
在总裁的儿子路法斯·神罗宣布接手公司时，一行离开了米德加，到外面世界去追寻萨菲罗斯。途中加入队伍的有，由有良知的神罗部长里維背后控制的猫型机器人凯特·西；来自五臺的年轻忍者尤菲·如月；原塔克斯文森特·瓦伦泰；以及不停抽烟的飞行员希德·海温德。一行在赛特拉神殿遇到了萨菲罗斯，他揭示了他的计划：如果星球遭到巨大破坏，由魔晄能量形成的生命之流就会聚集在那里尝试治愈伤口，若用传说的黑魔晶石发动“陨石”魔法，给星球造成巨大伤害，他就能与那里的大量魔晄能量融合，重生成为神。一行击退萨菲罗斯获得了黑魔晶石，但萨菲罗斯又控制克劳德将黑魔晶石交给了他。在队伍休整时，爱丽丝动身独自阻止萨菲罗斯，跟随他来到了忘却之都。队伍之后前往，看到爱丽丝正在对着星球祈祷援助。就在一行刚找到爱丽丝时，她被萨菲罗斯杀死。克劳德和他的伙伴们追踪萨菲罗斯来到了大空洞。在旅行中他们得知，杰诺瓦是一种星际生物，在约2,000年坠落到星球，并想完全将星球占据。星球出于自我保护，创造了叫做兵器的巨大怪物。赛特拉以几乎全灭的代价将杰诺瓦击败，并将其遗骸封印。在几十年前，杰诺瓦遗骸被神罗研究员賈斯特博士挖出。他误以为杰诺瓦是赛特拉，并在宝条的协助下试图复制杰诺瓦。虽然賈斯特放弃了这个计划，但宝条成功的用其助手露克蕾西亚未出生的孩子完成了实验：这个婴儿就是萨菲罗斯。大约在五年前，克劳德因神罗的任务回到自己和蒂法的家乡尼福尔海姆，萨菲罗斯发现宝条失败的试验计划，并了解了他自身的来历。他误解了杰诺瓦并以为自己是赛特拉，他发狂并将尼福尔海姆毁灭，作为对正常人类的复仇。克劳德和蒂法在大屠杀中遇到了萨菲罗斯，克劳德将萨菲罗斯扔下魔晄炉之后萨菲罗斯失踪，人们推定他已死亡，直到如今再度出现。
当队伍到达大空洞寻找杀害爱丽丝的萨菲罗斯时，他们得知萨菲罗斯是宝条用动物和人类创造的众多杰诺瓦复制体之一。当遇到萨菲罗斯时，他已用杀死或吸收杰诺瓦复制体发动了杰诺瓦细胞“融合”。他操控克劳德帮他发动陨石，并称克劳德也是萨菲罗斯的复制体之一，他展示了一幅幻象，在尼福尔海姆事件中，克劳德的位置是一名黑发神罗战士，告诉克劳德他的记忆是虚假的。萨菲罗斯召唤的陨石让星球的兵器苏醒，紧接着的地震中，克劳德和同伴分离并掉入生命之流。团队其他成员和与随他们到达大空洞的塔克斯逃到了飞船海温德号上，队员在那里被捕。因陨石接近地球，兵器开始攻击人类，以图让魔晄能量尽可能回归生命之流，来帮助星球。神罗将重点放在从兵器手中保护人类，并试图直接阻止陨石，这最终耗费了大量神罗人员的生命。蒂法和巴雷特等人被判处死刑，但最终逃脱。他们在一个热带度假村的医院发现了神智不清的克劳德，他在大空洞事件后被冲到这里。蒂法留下来帮助克劳德康复，其他队员继续和神罗的作战。兵器的攻击毁灭了岛屿，克劳德和蒂法双双掉入生命之流。在这里，蒂法帮助克劳德重建记忆，并了解了他过去的真相。
克劳德并没有成为神罗战士，而萨菲罗斯幻象中的神罗战士是爱丽丝的初恋，克劳德的朋友札克斯·菲爾。两人都在尼福尔海姆事件现场，克劳德刺给萨菲罗斯致命伤口，萨菲罗斯因为杰诺瓦细胞才得以存活；札克斯和克劳德则身受重伤，随后被宝条带走用作神罗战士强化和杰诺瓦实验。札克斯试图带着克劳德逃跑，但被神罗士兵杀死。克劳德带着札克斯的剑艰难的到达了米德加，他将渴望成为神罗战士的愿望与札克斯的记忆和故事结合，又因杰诺瓦细胞的帮助，创造了虚假人格。在认识并接受他的过去后，克劳德得以恢复。在克劳德与蒂法从生命之流回归后，队伍重整旗鼓，并得知爱丽丝在她最后的时刻，试图用白魔晶石发动魔法“神圣”，这唯一能同陨石抗衡的方法。她虽然成功召唤了魔法，却一直被萨菲罗斯阻止发动。队伍决定先阻止狂暴的兵器。同时队伍还遭遇宝条，得知他是萨菲罗斯的父亲，身为科学家的他试图通过供给魔晄能量帮助他的儿子。虽然他通过给自己植入的杰诺瓦细胞变身，但依然在战斗中落败。之后一行人展开了与萨菲罗斯的最终决战，在一系列战斗后，萨菲罗斯被克劳德击败。因神圣从火山口发动，队伍逃了出去。神圣试图在米德加下方阻止陨石，但因为陨石已经太近，神圣无法独自应对。就在陨石正要冲击时，生命之流从星球流出，帮助神圣摧毁了陨石。500年后，赤红XIII与两只幼崽俯瞰米德加废墟，那里已经被绿色覆盖，显示星球已经恢复。

## 开发

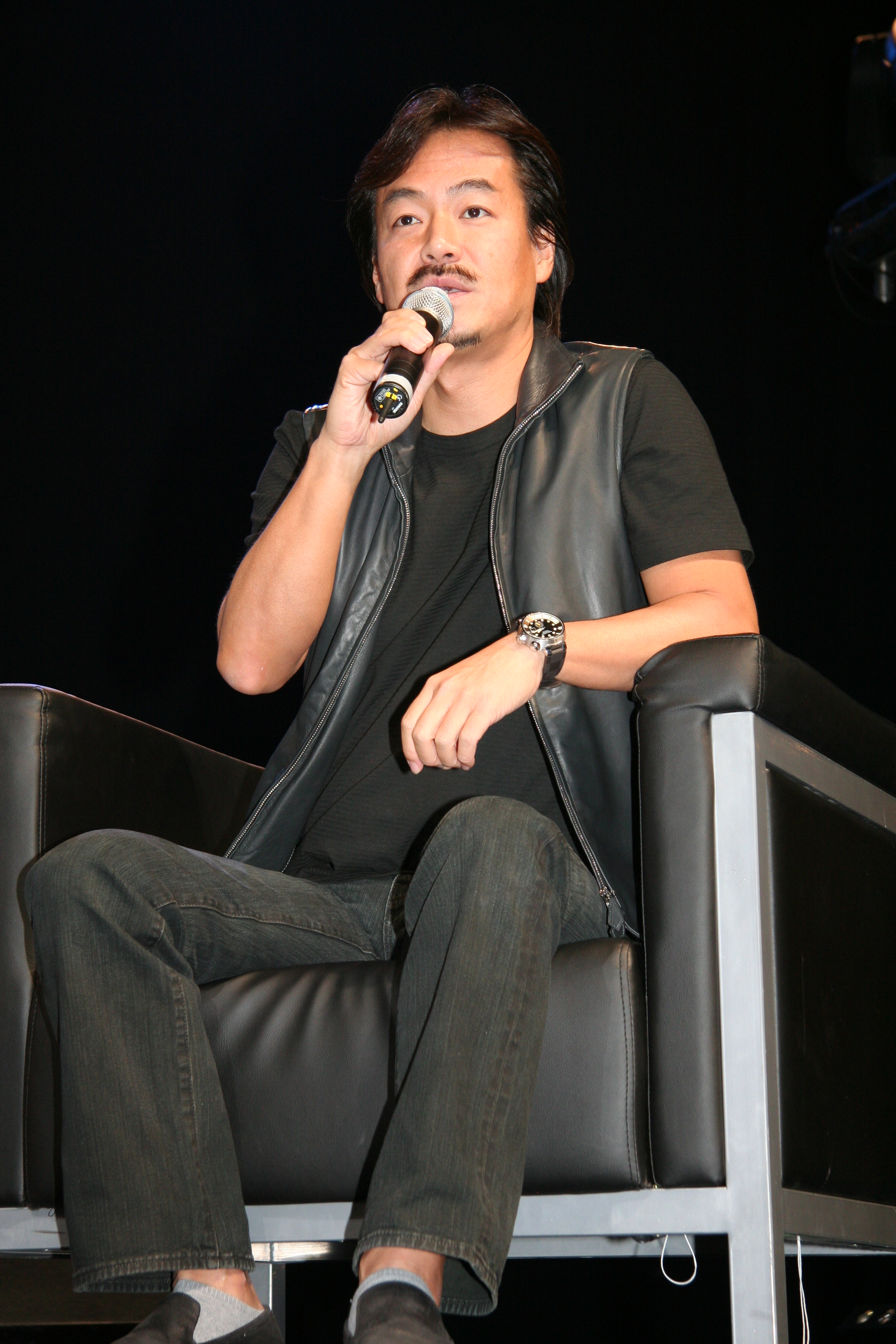
《最终幻想》系列创作人坂口博信

《最终幻想VII》的企划会议在1994年《最终幻想VI》发行后就召开了。当时游戏打算作为超级任天堂的另一个2D项目。系列创作人坂口博信最初计划以1999年的纽约为情节设定，因此由坂口编写的原《最终幻想VII》脚本和最终成品完全不同。野村哲也回忆称坂口“想要做类似侦探小说的东西”。故事第一部分和“热血”角色“侦探乔”有关，他在追寻在米德加制造爆炸的主角，而爆炸当时已经发展为故事。最终剧本由野岛一成和北濑佳范依照坂口和野村的故事编写。加藤正人后来加入项目并编写了三个游戏场景。
但是，一些工作人员同时还参与《时空之轮》，当此项目重要到需要北濑等设计师的协助时，《最终幻想VII》的开发中断。一些最初给《最终幻想VII》创意最终在《时空之轮》中实现。还有一些创意，如纽约城设定和魔女伊迪雅，被后来的项目《寄生前夜》和《最终幻想VIII》采用。
开发在1995年下半年重新开始，需要约120位艺术家和程序师工作，并使用了PowerAnimator和Softimage 3D软件。史克威尔的开发组成员受訪時透露，本作的製作費約4000萬美元，另外還投入約4000萬美元的行銷費用。北濑担心，若不赶上其他游戏已应用3D图形的步伐，系列就可能落后，在完成使用硅谷图形Onyx工作站制作的小型实验性技术演示《最终幻想SGI》后，《最终幻想VII》制作开始。该演示以基于多边形的3D渲染表现《最终幻想VI》角色的实时战斗。开发团队将演示的设计机制整合入《最终幻想VII》。但容纳动作数据库需要大容量储存媒体，唯CD-ROM介质方能满足项目需求。史克威尔在本作前的最终幻想作品皆發行於任天堂平台，但任天堂坚持即将上市的任天堂64主机會继续使用卡带儲存遊戲。两方對此無法有共識，最终导致史克威尔放棄与任天堂的合作关系。1996年1月12日史克威尔宣布，《最终幻想VII》将登录索尼PlayStation平台。

### 设计
自最早在FC游戏机创作《最终幻想》以来，坂口将游戏系统放在比故事更优先的地位，如何实现3D随之成为团队开发游戏的焦点。随着专注于更真实的呈现，画面从2D图形转为叠加在预渲染背景上的3D环境。相比之前在SFC平台的開發，虽然坐擁更大的容量和進步的電腦繪圖技術，可让团队实现40分钟的全动态影像（FMV），但困难与革新相伴，团队还需保障游戏图形品質不比FMV场景差太多。北濑描述称，让游戏场景尽可能精细是“一项艰巨的任务”。长期为系列设计角色的天野喜孝因在法国和美国开办艺术工坊和展览，故在游戏参与上受到限制。因此野村哲也被任命为项目的角色设计师，而天野协助设计游戏世界地图。
在开发期间，野村几个的设计最初概念做了变动。比如，为和萨菲罗斯长顺的银发形成对照，克劳德最初设计为黑发大背头而非刺猬头。但野村担心这种男性可能难获爱好者欢迎，故将克劳德的设计改为尖刺造型的金发。文森特则从研究员、侦探再到化学家，最终定案为有着悲惨过去的前特務。野村表示，希德·海温德的战斗方式和龙骑士职业相似，这是因为其姓氏和之前两部最终幻想游戏中的龙骑士相同，即《最终幻想II》的理查德·海温德和《最终幻想IV》的凯因·海温德。

### 音乐

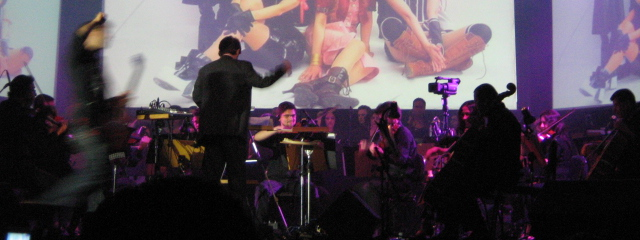
2009年电子游戏音乐会上演奏游戏音乐《单翼天使》

《最终幻想VII》的音乐由植松伸夫谱曲。植松没有为游戏录制音乐和音效，而是选择通过PlayStation内置音效芯片，制作PlayStation格式音频序列（类似MIDI）。《最终幻想VII》是系列首款使用数字化聲音的游戏：特别是被称为植松最终幻想系列中最具代表性音乐作品的《片翼天使》。植松曾言，该原声有“现实主义”之感，因此他不能用“过分、疯狂的音乐”。

## 发行
在1996年8月上旬，日本PlayStation游戏《Tobal No. 1》中同捆了名为“史克威尔预告片”的演示光盘。光盘收录《最终幻想VII》的早期试玩演示，另及《武士道之刃》和《沙加开拓者》等待发行游戏的预告片。玩家可通过演示游玩米德加的第一部分。然而其中和最终版本有明显差异——玩家最初队伍中有爱丽丝，召唤能力也尚未实现。
游戏在北美发售前开展了三个月的大规模营销活动，包括在主要电视网上播放三个30秒广告，一分钟的戏剧表演，与百事合作的节日促销，在《滚石》、《Details》、《Spin》、《花花公子》，以及漫威和DC漫画出版漫画的印刷广告。游戏北美版的游戏性和情节有所增加，如魔晶石交换更方便，场景地图上用箭头凸显出口，以及一段新增的过场，这促使游戏在日本以《最终幻想VII国际版》名义再版。2012年12月18日，该版本再版收录于日本合辑《最終幻想25週年紀念終極包》。
《最终幻想VII》在1998年移植到Windows系统个人电脑上。此再版图形更加流暢，美版修正了翻译和拼写错误，以及有關游戏系統的小問題。但PC版本另有其bug，如特定显卡芯片组以硬件模式渲染时一些FMV时有显示错误。PC版发行後，爱好者为其制作了数百个游戏模组。最著名的社区是Qhimm.com论坛，其中有大量模组，如游戏补丁（改善對新Windows系统和显卡的兼容性）、PS－PC存档转换器、游戏存档编辑器、游戏修改器、角色模型、世界地图、过场、音乐以及战斗背景等。
除了PlayStation和PC版外，游戏还发行于PlayStation Network，日版于2009年4月10日发行，北美版于2009年6月2日发行，欧洲和澳洲版于2009年6月4日发行。日本版使用的是《国际版》。PlayStation Network版发售头两周下载量超过10万次，成为PlayStation Network上最畅销的PlayStation游戏。
在最初的PC版推出14年後，2012年6月4日史克威尔艾尼克斯宣布将会重新發行PC版遊戲，主要是為了讓遊戲能對應早已改朝換代的Windows系統，该版本紧接着在8月14日发行。游戏有36个新解锁成就，“云存档”以及“角色加速器”功能。新版由DotEmu开发，并为對應當前的Windows系統做了调整；游戏由史克威尔艾尼克斯商店独家发行。游戏可以在高清分辨率（1920×1080）下运行，但图形没有改善。该版本主要旨在将经典游戏移植为可下载游戏，能在当代的Windows系统（XP/Vista/7）和DirectX 9.0c上运行。
2013年7月4日，游戏通过Steam发行Windows的下載版。2014年12月7日，在美国拉斯维加斯举行的“PlayStation Experience 2014”上，史克威尔艾尼克斯宣布将原版《最终幻想VII》以提升分辨率的复刻方式推出，平台为PlayStation 4；该原汁原味的复刻版于2015年推出。在2018年9月14日播出的任天堂直面会上，史克威尔艾尼克斯宣布原版游戏的高清复刻版将会在任天堂Switch上于2019年推出，这是本作自当年取消在任天堂64上开发后，首次登陆任天堂的游戏平台。

### 原声音乐
游戏原声音乐为4 CD专辑。另外发行的还有单碟专辑《最终幻想VII融合曲目》，专辑选录了一些原声音乐，外加还有三首编曲。2003年发行的《钢琴选辑 最终幻想VII》收录了专辑数首曲目的钢琴编曲。游戏数首曲目在后来的史克威尔的产品中重混，如《最终幻想IX》、《最终幻想VII 降临之子》、《核心危机 -最终幻想VII-》和《王国之心》。2012年，原声音乐《Aerith's Theme》打入经典调频名人堂的第16名。

## 评价

### 最初评价与销量
| 汇总媒体     | 得分                            |
| ------------ | ------------------------------- |
| GameRankings | (PS) 92.4% (PC) 86.3% (iOS) 79% |
| Metacritic   | (PS) 92/100 (iOS) 77/100        |

| 媒体                    | 得分                  |
| ----------------------- | --------------------- |
| 1UP.com                 | A+                    |
| AllGame                 | PS: · PC:             |
| 电脑游戏世界            | PC:                   |
| 电脑与电子游戏          | PS: · PC: 9/10        |
| Edge                    | 9/10                  |
| 电子游戏月刊            | 38/40                 |
| Game Informer           | PS: 9.75/10           |
| GameFan                 | 300+/300              |
| GamePro                 | PS: · PC:             |
| GameSpot                | PS: 9.5/10 PC: 8.0/10 |
| IGN                     | PS: 9.5/10 PC: 8.2/10 |
| 美国PlayStation官方杂志 | [ 90 ]                |
| PC Gamer美国            | PC: 90%               |
| PlayStation杂志         | [ 92 ]                |
| Fami通                  | 38/40                 |
| 电脑游戏杂志            | PC:                   |
| RPGamer                 | 8/10 10/10            |

《最终幻想VII》在评论和商业上都获得成功，并创下数项销量纪录。1997年初本作在日本发售前三天即售出200万套，同年9月預計於北美上市，但在游戏的流行下眾多北美零售商無視了官方定下的發售日，提前販賣遊戲以回應市場的需求。游戏首周在北美售出33万套，并在三周内突破50万销量。北美市場自開賣起銷售势头保持了数月，索尼宣布游戏在12月初销量突破100万份，Monness, Crespi, Hardt & Co.的业务分析师爱德华·威廉姆斯对此发表意见称，“索尼重新定义了角色扮演游戏領域，并通过推出《最终幻想VII》扩大了以往的玩家群”。游戏到2005年12月25日时在全球售出980万套，成為《最终幻想》系列中最畅销的游戏。《最终幻想VII》被视为“让PlayStation主機大卖的游戏”，并推動日式RPG類型的游戏在日本外获得市场。本作的PS版至今累計售出約1050萬份，而1998年的舊PC版（對應Windows 9x的英文版）也賣出了超過100萬份。2012年發售了對應現行Windows的新PC版，此版本在Steam平台上亦有超過120萬份的銷量。截至2023年9月，本作的全球累計銷量（未含remake版）已超過了1440萬份。
游戏一经发售便获得媒体的广泛好评。《GameFan》称作品“很有可能是史上最伟大的游戏”，此评价也印在游戏CD盒后的显要之处。GameSpot称，“从未有（游戏）能将技术、游戏性和叙事像《最终幻想VII》那样结合”，评论表示尤为青睐游戏的图形、音频和故事。IGN的杰·波尔强调游戏图形“将目前PlayStation上所见的一切都甩到数光年之外”，并认为战斗系统是其最强项。RPGamer称赞游戏原声多样且数量可观，称“植松非常好的完成了他的作品”，“这也许是他目前最好的作品”。
评论亦对游戏Windows移植版表示称赞，但对其低品質预渲染画面和音频，其帧速率及安装问题表示批评。《电脑游戏杂志》称，“最近没有游戏像《最终幻想VII》般會在多台电脑上出現運行問題”。《电脑游戏世界》抱怨称，“音乐谱曲虽然悦耳，但会因声卡問題而被糟蹋”，《次世代》认为游戏预渲染背景明显不如PlayStation版那样令人印象深刻。但《次世代》认为其高分辨率战斗画面“绝对令人叹为观止”，《电脑游戏杂志》则称游戏“展现了装有3D卡PC的威力”。虽然游戏有技术缺陷，三本杂志都表示称赞，《PC Gamer》总结称，虽然“史克威尔只是做了让PlayStation游戏运行到Windows上所必须做的事情”，但“《最终幻想VII》仍然是PC上的成功者”。
《最终幻想VII》也获得一些消极评价。史克威尔宣布游戏为索尼PS獨佔而非在任天堂平台推出，且不依循《最终幻想SGI》此試作版進行開發，收到一些玩家的不满。《美国官方PlayStation杂志》和GameSpot对游戏高度非线性流程表示异议。杂志认为英文版游戏翻译“有些模糊”，且认为召唤动画“重复”。RPGamer称游戏翻译“充满笔误和其他错误，这让本就非常令人困惑的剧情更加模糊不清”。《GamePro》还认为游戏中日语到英语的翻译缺点明显，IGN认为同时只能使用三名角色是“游戏唯一欠缺之处”。

### 荣誉与奖励
《最终幻想VII》获得1997年数项年度游戏奖。游戏获得日本1997年度电脑娱乐供应商协会大奖及其剧本和音效部门奖，日本新媒體動漫藝術節数字艺术（互动）部门优秀奖。游戏获得互动艺术科学学会的首次年度互动成就奖，包括“年度游戏机冒险游戏”和“年度游戏机角色扮演游戏”两类，另及“年度互动作品”“艺术/图形杰出成就”“互动设计杰出成就”三项提名。游戏获得了Origins Award的“1997年最佳电脑角色扮演游戏”。游戏还获得《电子游戏月刊》的“读者推荐年度全平台游戏”“读者推荐年度PlayStation游戏”和“读者推荐年度角色扮演游戏”。
2018年入选世界电子游戏名人堂。
游戏自1997年来，登上众多杂志的史上最佳游戏榜单，如《电子游戏月刊》2001年“史上最佳100游戏”的第91名，以及《Retro Gamer》2004年“史上最佳100游戏”的第4位。2005年，游戏入选IGN“史上最佳100游戏”第88位，以及PALGN“史上最伟大的100个游戏”的第3位。《最终幻想VII》还入选GameSpot 2006年“史上最伟大游戏”，《Empire》2006年“史上100个最伟大游戏”的第2名，《Stuff》2008年“100个最伟大游戏”的第3名，以及《Game Informer》2009年“史上最佳200游戏”的第15名（较上张史上最佳游戏榜单下降5名）。《最终幻想VII》登上GameSpot 2001年史上最具影响力游戏榜单的首位，而2002年位列第2；游戏还登上GamePro 2007年史上最具影响力游戏榜单的第14位，同时在2009年史上最具创新性游戏榜单中位列相同名次。《时代》2012年将游戏列为“史上100大电子游戏”之一。
游戏还登上其他最佳游戏榜单。2007年，《电击PlayStation》颁发给PlayStation原版“最佳故事”“最佳RPG”“总体最佳游戏”回顾奖。GamePro 2008年称游戏为史上最佳RPG作品，并将游戏选入2010年的“30个最佳PSN游戏”文章。GamesRadar 2012年将游戏列为史上第六大令人悲伤游戏。另外GameSpy曾将游戏列入2003年榜单最被高估游戏的第7位（2011年Destructoid提出异议称“为什么《最终幻想VII》没有被高估”）。
《最终幻想VII》经常登上史上最佳游戏读者票选的首位或接近首位。游戏获得IGN 2000年“世纪读者推荐游戏”票选的首位，并登上日本杂志《Fami通》2006年“史上最喜爱100大游戏”的第二位（以及《Fami通》2011年史上最催泪投票的第9名）。游戏赢得GameFAQs用户2004年和2005年的“史上最佳游戏”投票，同时获得2009年的第2名。游戏赢得《电击》杂志2008年史上最佳游戏，并获得史上最催淚游戏的第9名。

## 影响
除了官方的PlayStation和PC版，以及PlayStation Network版外，中国深圳南晶科技还制作了無官方授權的FC版游戏。该FC版将《最终幻想VII》的圖像改回全2D，并移除了一些支线任务。
游戏的普及和开放性质让总监北濑和编剧野岛将《最终幻想VII》和《最终幻想X-2》的剧情建立起了联系。《最终幻想X-2》的角色神罗提出抽取星球斯派拉中生命能源的设想。野岛称，神罗及其提议是故意参照神罗公司，他将《最终幻想X-2》的事件设想为與《最终幻想VII》有关的前传。《最终幻想VII》使用的full motion video和电脑繪图使坂口得以开始制作第一部最终幻想电影《最终幻想：灵魂深处》。游戏还为最终幻想系列引入充满现代先进技术的设定，之后的《最终幻想VIII》和《灵魂深处》继续使用了这类主题。自《最终幻想VII国际版》发行后，史克威尔在日本的再版游戏就经常增加新功能。之后以国际版再版的作品有《最终幻想X》（以“国际版”名义）、《最终幻想X-2》（以“国际版+最终任务”名义）、《王国之心》（以“最终混合版”名义）、《王国之心II》（以“最终混合版”名义），以及《最终幻想XII》（以“国际版 黄道十二宫职业系统”名义）等。
《最终幻想VII》的一些角色还在史克威尔艾尼克斯的其他作品中客串，其中以和迪斯尼跨界合作的王国之心系列最为知名，另外角色也曾在其他公司的作品中，如格斗游戏《神佑擂台》登場。此外，格斗游戏《最终幻想 纷争》使用了克劳德和萨菲罗斯等《最终幻想VII》角色，玩家可以操控他们与最终幻想系列其他角色对战，续作《最终幻想 纷争012》还加入了角色蒂法。游戏中爱丽丝的死亡常被選为電子游戏中最具象徵性的瞬间之一，而萨菲罗斯也屢屢進入游戏史上最受欢迎的反派排行榜。

### 相关媒体与商品
“最终幻想VII补完计划”是以《最终幻想VII》世界观为基础，所衍生的游戏、长篇动画、短篇小说等一系列作品的正式名称。系列几部作品横跨多种平台，皆为对游戏原作的情节补充。补完计划的首部作品是手机游戏《危机之前 -最终幻想VII-》，《危机之前》是原作的前传，讲述了塔克斯在原作情节6年前的活动，其中有他们与雪崩的首次遭遇。计算机成像（CGI）电影《最终幻想VII 降临之子》设定于原作情节两年后，是系列最早公布的作品，但為第二个发行。电影特别版DVD同捆了原创动画录影带《最终命令 -最终幻想VII-》，动画详述了賽菲羅斯帶給尼福尔海姆的毁灭。《地狱犬的挽歌 -最终幻想VII-》及搭配的手機遊戲《地狱犬的挽歌 失落之章 -最终幻想VII-》是第三人称射击游戏，设定于《最终幻想VII》三年后，或者说《降临之子》一年后。《地狱犬》以文森特·瓦伦泰为主角，且较《最终幻想VII》更为详细的叙述了他的背景。补完计划中最后发售的作品是PlayStation Portable游戏《核心危机 -最终幻想VII-》，这款动作角色扮演游戏围绕着札克斯的过去。补完计划另有野岛一成编写的七篇短篇小说辑《通向微笑之路》，小说描绘了《最终幻想VII》结束后到《降临之子》的开始前的两年中的故事。小说最初只发行了三篇：《巴雷特篇》、《蒂法篇》和《丹泽尔篇》；但随着《降临之子 完全版》的发行，另编写了《那那奇篇》、《尤菲篇》、《神罗篇》和《生命之流－白与黑》四篇故事。
一些作品未以补完计划标签发行。短篇小說《漫游星球的少女》，讲述了爱丽丝被萨菲罗斯杀死后，原作游戏后半的時間中，她在生命之流的旅程。《最终幻想VII 滑雪》是移植《最终幻想VII》滑雪小游戏的手机游戏，其收录的滑道和原游戏不同。V Cast兼容手机可以下载此游戏，游戏最早于2005年在日本和北美发行。《最终幻想VII G-Bike》是2014年秋季推出的智能手机竞速游戏。

### 重制
随着“最终幻想VII补完计划”的公布与制作，有推测称《最终幻想VII》将在PlayStation 3平台上重制。E3 2005展会上，使用PlayStation 3图形功能重製的《最终幻想VII》开场動畫诱使传言四起，但史克威尔艾尼克斯稱其僅是為了作技術的演示。
在2015年E3索尼展前发布会上史克威尔艾尼克斯正式公布《最终幻想VII》将完全重制於PlayStation 4平台。总监野村哲也指出重製版将会对剧情和战斗系统进行更改。
2019年5月10日，索尼發佈重製版的最新宣傳預告片，預告6月份將釋出更多細節。
2020年4月10日，重製版第一部正式發售。
2024年2月29日，重制版第二部“重生”發售。